# NGC 2943
NGC 2943 (również PGC 27482 lub UGC 5136) – galaktyka eliptyczna (E), znajdująca się w gwiazdozbiorze Lwa. Odkrył ją Albert Marth 1 kwietnia 1864 roku.